# Cybulówka (obwód winnicki)
Cybulówka – wieś na Ukrainie, w obwodzie winnickim, w rejonie trościańskim.